# Ivo Čarman
Ivo Čarman, slovenski smučarski tekač, * 24. september 1959, Kranj.
Čarman je za Jugoslavijo nastopil na Zimskih olimpijskih igrah 1980 v Lake Placidu ter na Zimskih olimpijskih igrah 1984 v Sarajevu.
V Lake Placidu je tekmoval v teku na 15 in 30 km. V teku na 15 km je osvojil 41. mesto, v teku na 30 km pa je bil 33.
V Sarajevu je tekmoval v tekih na 15 in 30 km ter v štafeti 4 x 10 km. Osvojil je 35. mesto v teku na 15 km ter 40. mesto v teku na 30 km. Štafeta je takrat končala na 12. mestu.